# وزارة جميل المدفعي الثالثة
وزارة جميل المدفعي الثالثة أو الوزارة المدفعية الثالثة هي الحكومة العراقية العشرون.
خلفت هذه الوزارة وزارة علي جودت الأيوبي الأولى واستمرت مدة قصيرة جدا للفترة من 4 إلى 16 آذار 1935. تشكلت بعدها وزارة ياسين الهاشمي الثانية.

## التشكيلة الوزارية
تكونت الوزارة من الوزراء أدناه:
- رئيس مجلس الوزراء: جميل المدفعي
- وزير الداخلية: عبد العزيز القصاب
- وزير الدفاع: رشيد الخوجة
- وزير الخارجية: نوري السعيد
- وزير العدلية: توفيق السويدي
- وزير المالية: يوسف غنيمة
- وزير الاقتصاد والمواصلات: محمد أمين زكي
- وزير المعارف: عبد الحسين الجلبي